# Касперович Денис Сергійович
Дени́с Сергі́йович Касперо́вич (нар. 12 січня 1991) — український футболіст, воротар херсонського «Кристала».

## Ігрова кар'єра
Вихованець херсонського «Кристала»; грав за його дитячо-юнацьку команду, у складі якої 2008 року став переможцем Дитячо-юнацької футбольної ліги України за участю команд першого дивізіону (U-17), відбивши в серії пенальті фінального матчу три удари.
У дорослому футболі Денис Касперович перші кроки робив у складі новокаховської «Енергії», з якої згодом повернувся в рідний клуб, де грав до 2015 року.
2016 року виступав на аматорському рівні за миколаївський «Суднобудівник», а наприкінці липня того ж року знову став гравцем «Кристала».

## Статистика
| Сезон   | Клуб                   | Матчі | Голи |
| ------- | ---------------------- | ----- | ---- |
| 2010    | Енергія (Нова Каховка) | 3     | −5   |
| 2010/11 | Енергія (Нова Каховка) | 6     | 0    |
| 2011/12 | Енергія (Нова Каховка) | 2     | −4   |
| 2012/13 | Кристал (Херсон)       | 9     | −15  |
| 2013/14 | Кристал (Херсон)       | 21    | −28  |
| 2014/15 | Кристал (Херсон)       | 17    | +1   |